# Nancowry
Nancowry (tiếng Hindi: नन्कोव्री Nankovri) là tên của một hòn đảo đồng thời là đơn vị hành chính dưới huyện nằm ở giữa quần đảo Nicobar, thuộc huyện Nicobar, Ấn Độ.

## Hình ảnh

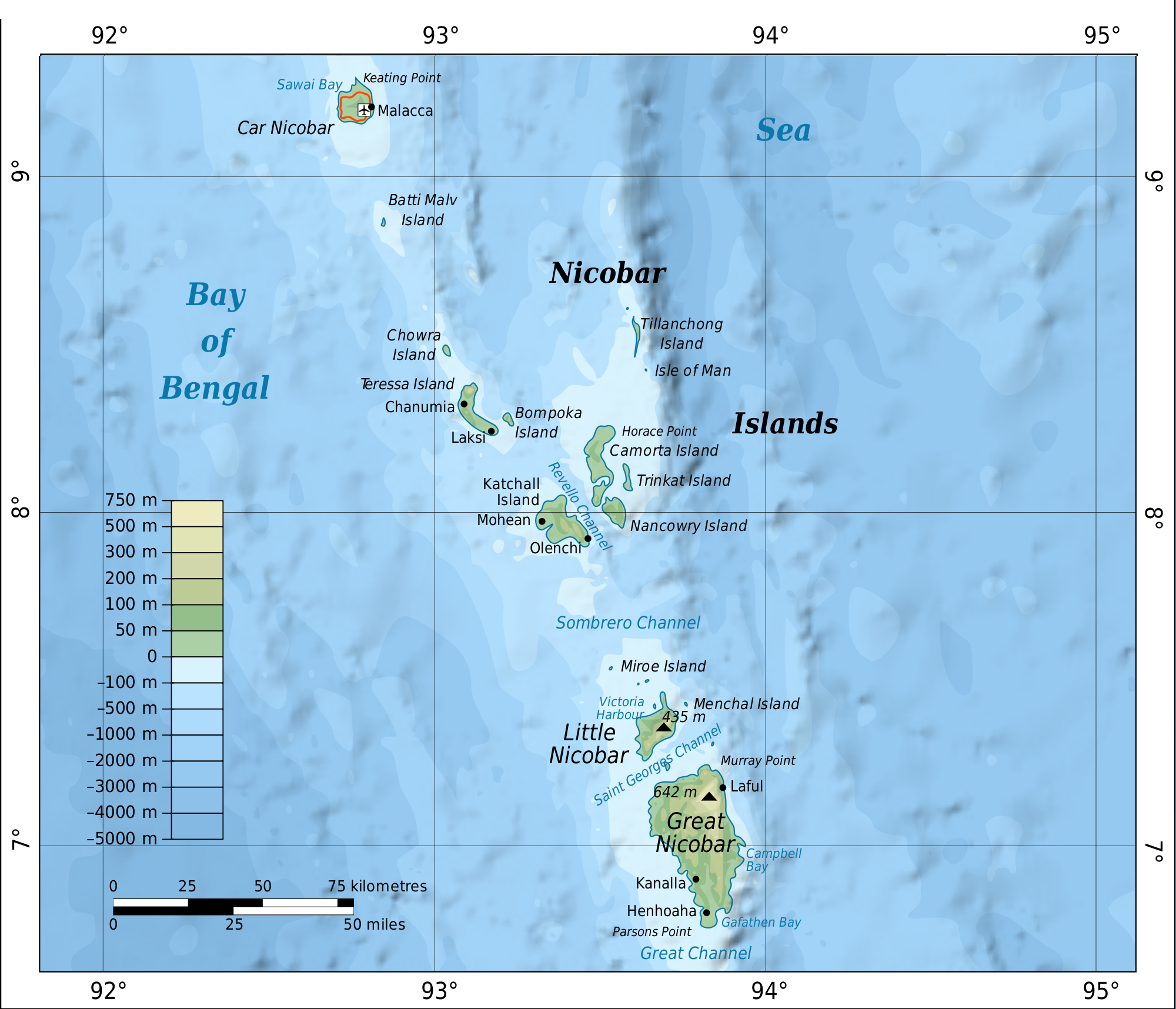
Map
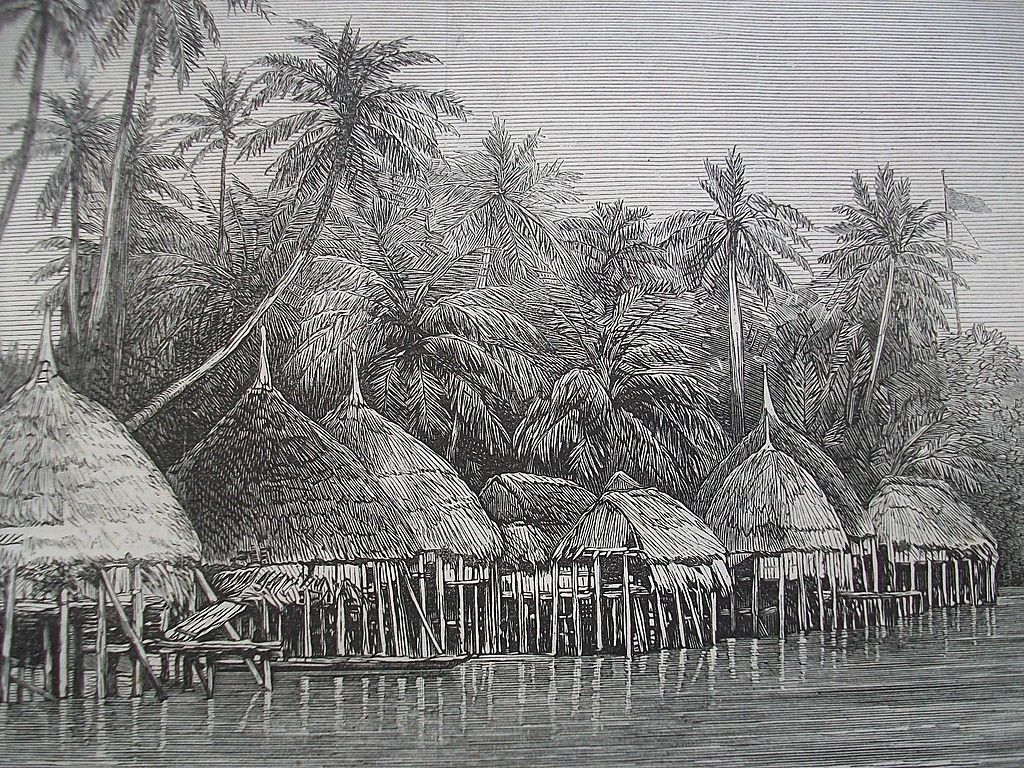
Malacca village 1870